# Dolina Filipka
Dolina Filipka je jedna z nejméně turisticky známých dolin v polské části Vysokých Tater. Začíná se na úbočí Gesiej Szyje směrem na sever nedaleko Zazadnej . Má dvě údolí:
- Žleb za skalka, který je orograficky levým údolím Doliny Filipka.
- Dolinu Zlotu, která je orograficky pravým údolím Doliny Filipka.

Dolina je obklopena vrchem Gesia Szyja. Na jejím masivu jsou Suchy Wierch Waksmundzki, Ostrý Wierch Waksmundzki, Zadnia Kopa Soltysia a Filipczański Wierch.
Jsou to místa s vysoce přidanou ekologickou hodnotou. Na 80 m vysoké Filipczańskej Skalce roste limba a na dolomitovém útesu skalkách bylo v roce 1954 objeveno hnízdo málokdy vídaného skalníka zpěvného. V roce 1844 Ludwik Zejszner, polský geolog, kartograf, krajinoznalec zde obdivoval staré, ale "velmi nemocné" buky a javory. Na lesních mýtinách a světlejších místech roste lilie zlatohlavá (Lilium martagon). Dolina je domovem datla černého, káně lesní, jelena, objevují se zde medvědi. Na úbočích Filipczańského Wierchu se vyskytují různé skalní útvary a je zde sedm malých jeskyní, které jsou turistům nepřístupné. Kromě jiných: Szczelina za Paśnikiem, Grota Filipczańska nad Mostky, Jaskinia Filipczańska Nižné a Grota Filipczańska Wyżne. Horní část doliny se v minulosti nazývala Hala Filipka. Podle ní dolinu pojmenovali.

## Turistika
- modře značený chodník začíná při cestě Droga Oswalda Balzera v Zazadnej a prochází kolem svatostánku Maryjneho na Wiktorówkach a pokračuje Dolinou Złotą na Rusinowu poľanu .
  - Čas túry: 1:15 h, ↓ 1:05 h

## Galerie

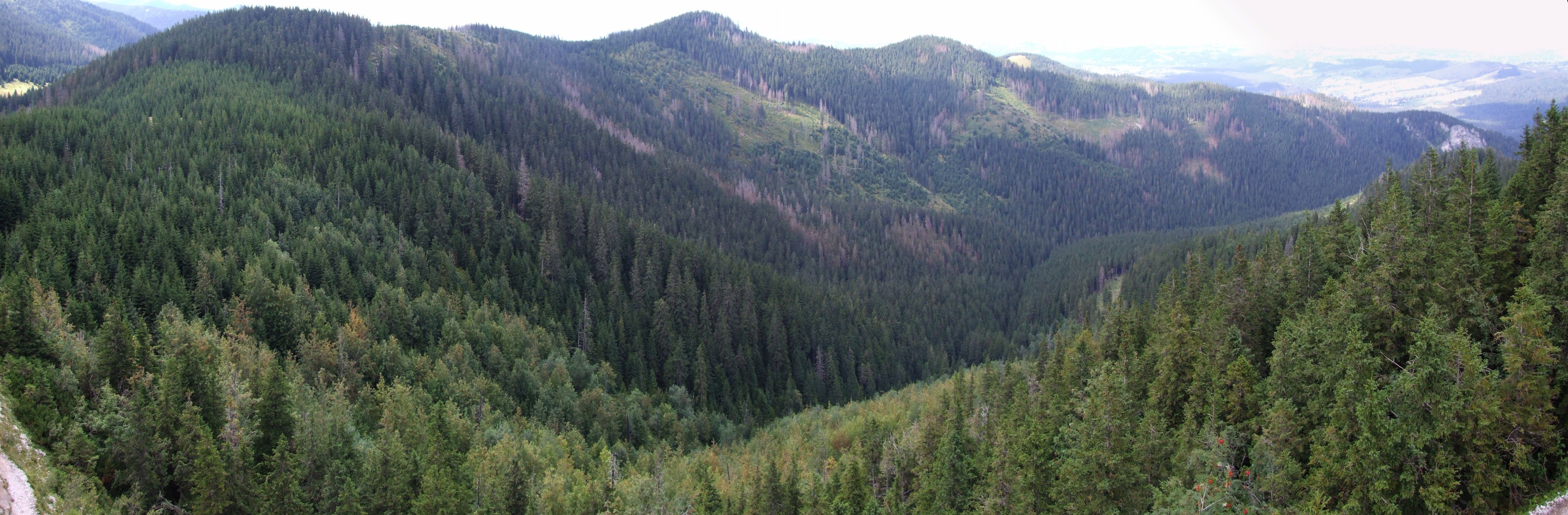
Dolina Filipka, pohled z Gęsia Szyja
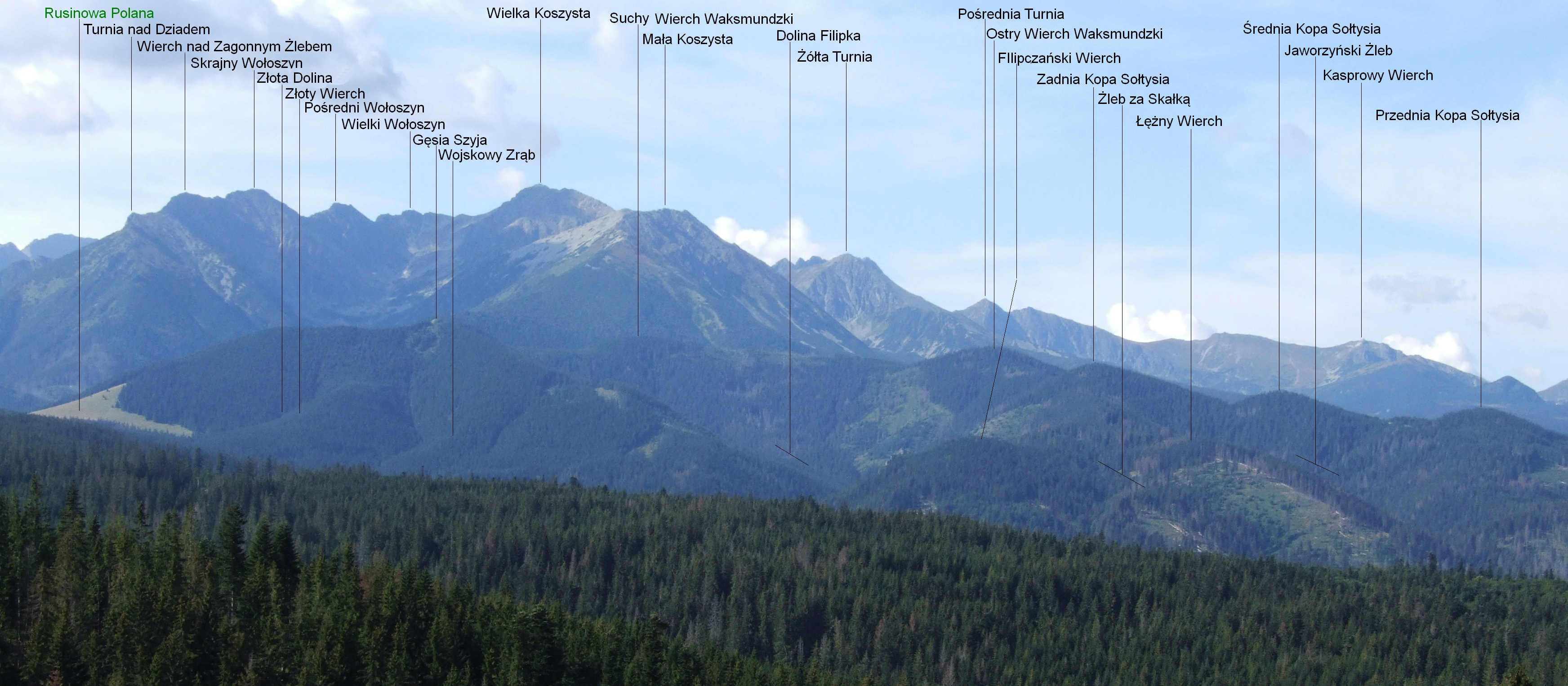
Widok z Polany Głodówki
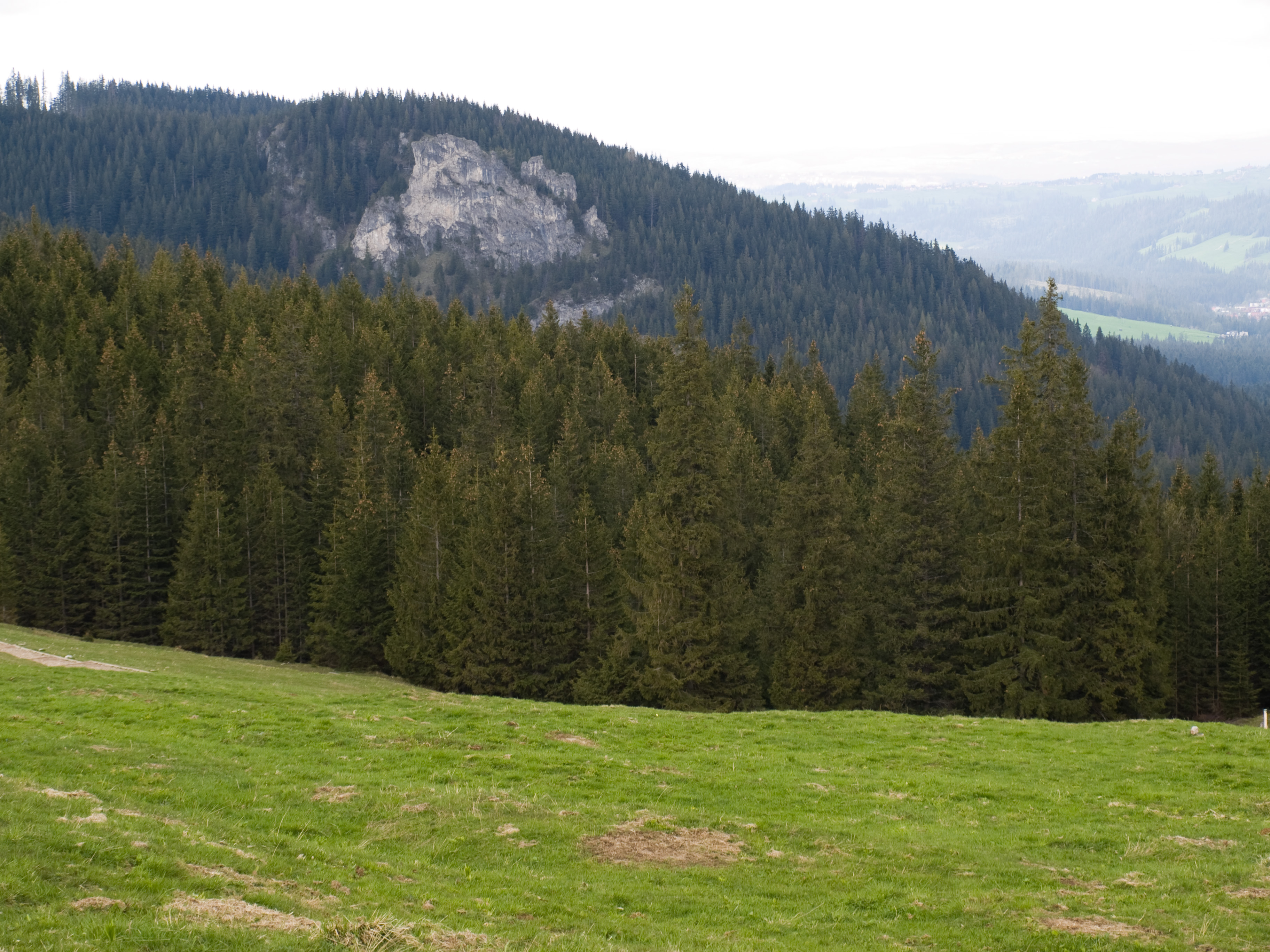
Filipczański Wierch a dolina Filipka z Rusinowie Polany